# لانس جيتر
لانس جيتر (بالإنجليزية: Lance Jeter)‏ مواليد 18 يوليو 1988 في بيفير فولز، هو لاعب كرة سلة أمريكي. بدأ مسيرته الاحترافية في سنة 2011. يحمل الرقم 34. يبلغ طوله 6 قدم 3 بوصة (1.9 م).

## المسيرة الاحترافية
لعب مع نادي كشالين لكرة السلة في سنة 2012، ثم لعب مع راتيوفارم أولم في الدوري الألماني في موسم 2012–2013، ثم لعب مع ترفل سوبوت في موسم 2013–2014.

## الإنجازات
- الدوري الهولندي لكرة السلة (1): 2015–16
- كأس السوبر البولندية لكرة السلة (1): 2013

## روابط خارجية
- لانس جيتر على موقع الدوري الأوروبي لكرة السلة (الإنجليزية)
- لانس جيتر على موقع كرة السلة الأوروبية.كوم (الإنجليزية)
- لانس جيتر على موقع كلية كرة السلة في سبورتس رفرنس.كوم (الإنجليزية)
- لانس جيتر على موقع ريلجم (الإنجليزية)
- لانس جيتر على موقع بروبوليرز (الإنجليزية)
- لانس جيتر على موقع سبورتس رفرنس (الإنجليزية)